# Хилл, Джона
Джо́на Хилл (при рождении Джона Хилл Фельдштейн, англ. Jonah Hill Feldstein; род. 20 декабря 1983) — американский актёр, комик и кинорежиссёр. Он известен своими комедийными ролями в таких фильмах, как «SuperПерцы» (2007), «Немножко беременна» (2007), «Мачо и ботан» (2012), «Конец света 2013: Апокалипсис по-голливудски» (2013) и «Мачо и ботан 2» (2014). За свои роли в фильмах «Человек, который изменил всё» (2011) и «Волк с Уолл-стрит» (2013) он был номинирован на премию «Оскар» за лучшую мужскую роль второго плана.
Хилл занимал 28-е место в списке самых высокооплачиваемых актёров журнала Forbes с июня 2014 по июнь 2015 года, заработав 16 миллионов долларов. В 2020 году было установлено, что он матерился в кино больше, чем любой другой актёр. Как сценарист, он внес свой вклад в истории «Мачо и ботан», «Мачо и ботан 2», «Полный расколбас», «Почему он?» и «Что за люди». Он также известен по своим ролям в фильмах «Сайрус» (2010), «Парни со стволами» (2016), «Не волнуйся, он далеко не уйдёт» (2018), «Не смотри вверх» (2021). В 2018 году он снялся в мини-сериале Netflix «Маньяк» и дебютировал в качестве режиссёра в фильме «Середина 90-х», для которого он также написал сценарий. Он срежиссировал и спродюсировал документальный фильм «Стац: Инструменты успеха» (2022).
Хилл озвучил анимационные фильмы «Хортон»! (2008), «Мегамозг» (2010), «Как приручить дракона» (2010—2019), «Лего. Фильм» (2014) и «Лего. Фильм 2» (2019).

## Ранняя жизнь и образование
Хилл родился 20 декабря 1983 года в Лос-Анджелесе в семье Шэрон Лин (урождённой Чокин), дизайнера по костюмам и стилиста, и Ричарда Фельдштейна, бухгалтера по гастролям Guns N' Roses. У него есть младшая сестра, актриса Бини Фельдштейн (1993 г.р.); их старший брат, Джордан Фельдштейн (1977—2017), был музыкальным менеджером Robin Thicke и Maroon 5 до своей внезапной смерти в возрасте 40 лет от тромбоэмболии ТГВ/лёгочной артерии. Их родители были родом с Лонг-Айленда, штат Нью-Йорк, и семья отдыхала в горах Катскилл.
Хилл и его братья и сестры выросли в богатом районе Лос-Анджелеса Чевиот-Хиллз, где он продолжает проживать, и посещали Центр раннего образования, школу Брентвуд, а затем школу Crossroads в Санта-Монике. Он работал в магазине скейтбордов Hot Rod на бульваре Вествуд в Лос-Анджелесе. После окончания средней школы в 2002 году он учился в Новой школе и Университете Колорадо в Боулдере, но не получил учёной степени.
Хилл — еврей, и у него была церемония бар-мицвы.

## Карьера

### 2000-е: Комедийные роли

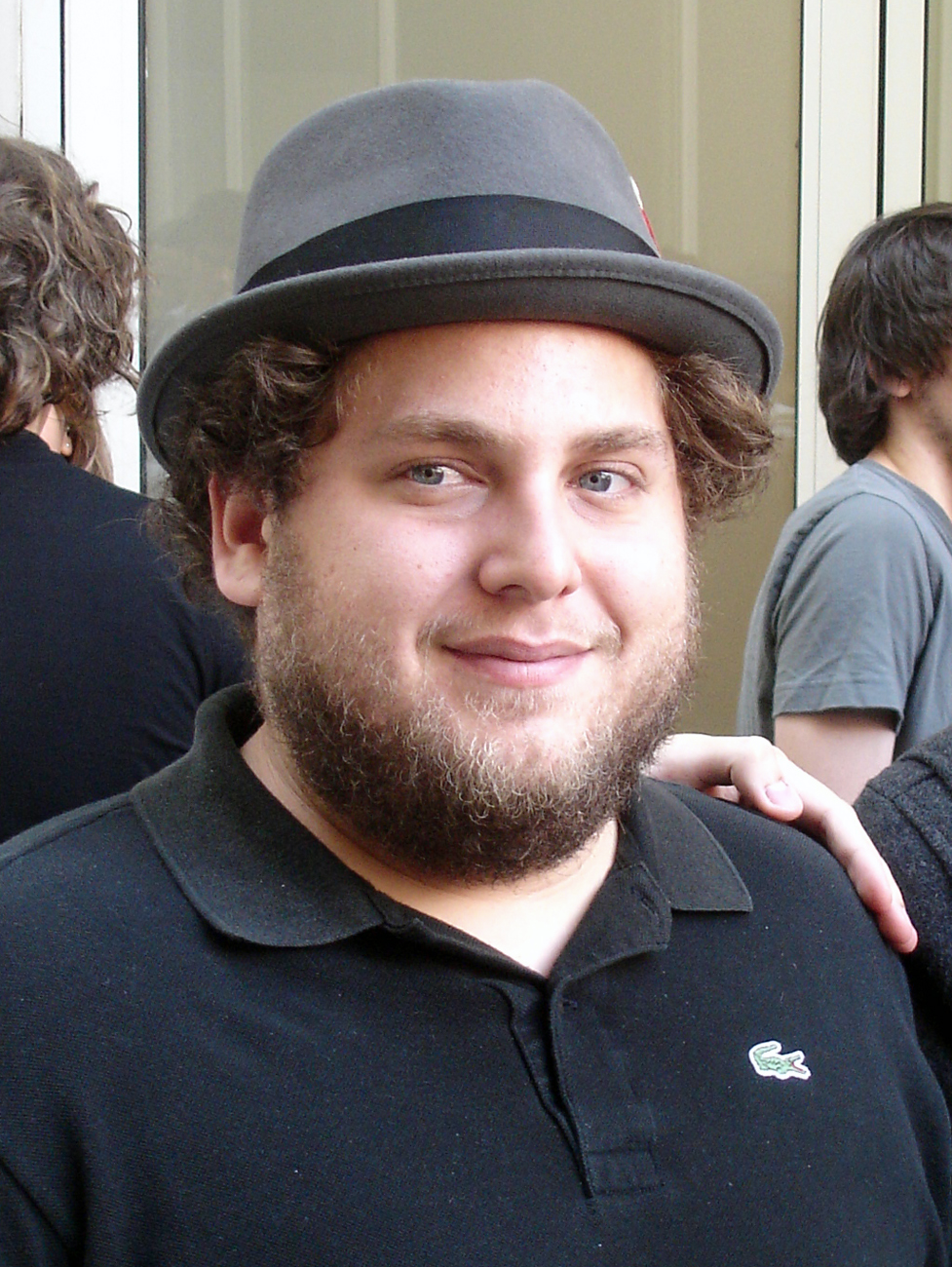
Джона Хилл в 2007 году

В колледже Хилл начал писать свои собственные пьесы и ставить их в баре Black and White в районе Ист-Виллидж в Нью-Йорке. Его пьесы приобрели небольшую аудиторию и помогли ему осознать, что его истинным желанием было сниматься в кино. С ним дружили дети Дастина Хоффмана, Ребекка и Джейк, которые познакомили его со своим отцом. Хоффман-старший пригласил его на прослушивание на роль в фильме «Взломщики сердец», в котором Хилл дебютировал в кино.
Затем Хилл ненадолго появился в режиссёрском дебюте Джадда Апатоу «40-летний девственник», что привело к его появлению в роли тестировщика видеоигр в комедии «Мальчик на троих» (2006) и ролях в комедиях «Нас приняли!» и «Клик: С пультом по жизни», где он сыграл сына Адама Сэндлера. У него была более крупная роль второго плана в фильме режиссёра Апатоу «Немножко беременна» (2007). На телевидении он сыграл «Парня из РА» в первом сезоне ситкома Oxygen Network «Campus Ladies», а также снялся в качестве приглашённого актёра в эпизоде «Кларк и Майкл».
Его первая главная роль была в комедии «SuperПерцы», который снял Джадд Апатоу, где он появился вместе с Майклом Серой, основанном на подростковых годах сценаристов фильма Сета Рогена и Эвана Голдберга. Его часто называют фильмом, положившим начало карьере Хилла и Серы. Вслед за этим он получил некредитованную роль брата Дьюи Кокса Нейта в фильме «Взлёты и падения: История Дьюи Кокса» в декабре 2007 года. Он вёл Saturday Night Live 15 марта 2008 года с участием музыкальной гостьи Мэрайи Кэри.
Затем он снялся в третьем режиссёрском полнометражном фильме Джадда Апатоу «Приколисты» (2009), в котором также снялись Адам Сэндлер, Эрик Бана и Сет Роген. Он играл повара в фильме Фреда Вулфа «Снежный человек». Он был ассоциированным продюсером документального фильма Саши Барона Коэна «Бруно» 2009 года. Он сыграл приглашённую роль в эпизоде «Симпсонов» «Шалости и зелень», изображая незрелого мужчину по имени Энди Гамильтон, которого признали лучшим шутником в истории начальной школы Спрингфилда.

### 2010-е годы
В поисках дополнительной работы в независимом кино Хилл отказался от роли одного из трёх главных героев в «Мальчишник в Вегасе», чтобы поработать с режиссёрами Джеем Дюплассом и Марком Дюплассом в фильме «Сайрус» (2010).
В июле 2011 года он появился на премии ESPN ESPY Awards, демонстрируя гораздо более стройное телосложение, заявив, что похудел на 40 фунтов (18 кг). В ноябре 2011 года вместе с Сэмом Уортингтоном и Дуайтом Ховардом он снялся в рекламе видеоигры «Call of Duty: Modern Warfare 3», впервые появившись в своём новом образе. Также в 2011 году он создал мультсериал Fox «Эллен Грегори» с Эндрю Могел и Джаррадом Полом. Он получил очень негативные отзывы и был отменён Fox 8 января 2012 года.

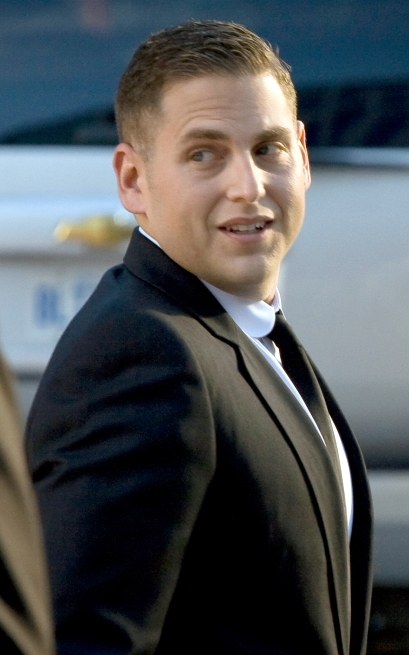
В возрасте 28 лет Джона Хилл дебютировал в качестве режиссёра, премьера состоялась на Международном кинофестивале в Торонто в 2011 году.

В 2011 году Хилл снялся в полнометражном фильме Беннетта Миллера «Человек, который изменил все» с Брэдом Питтом и Филипом Сеймуром Хоффманом. Она получила положительные отзывы. Критики отметили игру Хилла как отход от его обычных комедийных ролей. Он получил номинацию на «Золотой глобус» за лучшее исполнение актёром роли второго плана в кинофильме; а в конце января 2012 года получил свою первую номинацию на «Оскар» за лучшую мужскую роль второго плана за эту роль.
В 2012 году Хилл снялся вместе с Ченнингом Татумом в фильме «Мачо и ботан». Он получил рейтинг 84 % на Rotten Tomatoes. Позже в том же году Хилл снялся в фильме «Дружинники» с Беном Стиллером и Винсом Воном.
В 2011 году было объявлено, что Хилл ведёт переговоры о том, чтобы сняться в фильме Квентина Тарантино «Джанго освобождённый». Ссылаясь на возможный конфликт с его фильмом «Дружинники», Хилл посетовал, что сняться в фильме Тарантино было «идеальным следующим шагом» в его карьере. Он смог присоединиться к актёрскому составу фильма «Джанго освобождённый» в второстепенной роли, и он был выпущен в 2012 году. В июне 2012 года он был приглашён вступить в Академию кинематографических искусств и наук.
В 2013 году Хилл появился в фильме «Конец света 2013: Апокалипсис по-голливудски» в роли самого себя и в биографическом фильме «Волк с Уолл-стрит» и получил свою вторую номинацию на премию «Оскар» за работу над последним. В интервью Говарду Стерну 21 января 2014 года Хилл сказал, что согласился на минимальную заработную плату SAG в размере 60 000 долларов США для «Волка с Уолл-стрит».
Он озвучил Зелёного фонаря в приключенческой комедии «Лего. Фильм» в феврале 2014 года, в которой сочетаются компьютерная анимация и живое действие. Он повторил свою роль Мортона Шмидта в фильме «Мачо и ботан» (2014), продолжении фильма «Мачо и ботан». Его следующим выступлением была роль Майкла Финкеля в мистическом триллере «Правдивая история» (2015) с Джеймсом Франко. В 2016 году он сыграл поручителя продюсерской компании в исторической комедии братьев Коэн «Да здравствует Цезарь!» и снялся вместе с Майлзом Теллером в биографической криминальной военной комедии-драме «Парни со стволами» (2016), сыграв торговца оружием Эфраима Дивероли. В The Guardian Венди Ид написала о его игре: «Джона Хилл настолько отталкивающий — весь из себя развязный, потный и непримиримый сексизм — в „Парни со стволами“, что какое-то время вы не сразу понимаете, какое блицкриговое представление он дает». В том же месяце Хилл также снялся в роли сосиски по имени Карл в компьютерной анимационной комедии для взрослых «Полный расколбас» с Сетом Рогеном, Кристен Уиг, Биллом Хейдером, Майклом Сера и Джеймсом Франко.
Хилл снялся вместе с Хоакином Фениксом, Руни Марой и Джеком Блэком в фильме «Не волнуйся, он далеко не уйдёт» режиссёра Гаса Ван Сента. В 2017 году он снял клип на песню Дэнни Брауна «Ain’t It Funny» с участием Ван Сента. Хилл дебютировал в качестве режиссёра по написанному им сценарию к фильму «Середина 90-х» (2018) с Санни Салджик, Лукасом Хеджесом и Кэтрин Уотерстон в главных ролях, премьера которого состоялась на Международном кинофестивале в Торонто 9 сентября 2018 года и была воспринята положительно. Он был театрально выпущен в Соединённых Штатах 19 октября 2018 года. Также в 2018 году Хилл снялся в роли Оуэна Милгрима в мини-сериале мрачной комедии Netflix «Маньяк» вместе с Эммой Стоун. В октябрьском номере журнала Vanity Fair за 2018 год он был включён в список самых хорошо одетых по версии журнала. В 2019 году Хилл сыграл Льюиса, книжного агента с сильным южным акцентом, в комедии «Пляжный бездельник».
23 сентября 2019 года сообщалось, что Хилл ведет окончательные переговоры о том, чтобы сыграть злодея в фильме Мэтта Ривза «Бэтмен». Однако соглашение достигнуто не было, и Хилл в конце концов покинул проект.

### 2020-е годы
В 2020 году Хилл появился вместе с режиссёром Мартином Скорсезе в рекламном ролике Coca-Cola Energy под названием Show Up, который транслировался во время Super Bowl.
В октябре 2020 года было объявлено, что Хилл получил роль в политической комедии Адама Маккея «Не смотри вверх» вместе с Мэрил Стрип, Леонардо Ди Каприо, Кейт Бланшетт и Дженнифер Лоуренс. На последнем шоу со Стивеном Колбертом Стрип сказала, что она будет играть президента Соединённых Штатов, а Хилл сыграет роль её сына и главу администрации. Действие фильма разворачивается вокруг глобальной катастрофы, и Стрип описывает его как сатирический фильм типа доктора Стрейнджлава и «метафору глобального потепления». Фильм был снят в Массачусетсе во время пандемии COVID-19 и вышел на Netflix в декабре 2021 года.
В ноябре 2021 года Хилл получил роль Джерри Гарсии в полнометражном биографическом фильме «Grateful Dead» режиссёра Мартина Скорсезе. Он также будет продюсировать проект под своим брендом Strong Baby Production вместе с Мэттом Дайнсом.
В 2023 году он снялся в фильме «Что за люди», который он также написал в соавторстве.

### Написание сценариев и режиссура
Хилл хотел быть писателем с юности и мечтал присоединиться к командам сценаристов «Симпсонов», «Saturday Night Live» и «Шоу Ларри Сандерса». В какой-то момент Хилл писал сценарий с близким другом и коллегой по «Взломщики сердец» Джейсоном Шварцманом. Он написал «Pure Imagination», комедию для Sony о человеке, у которого появляется воображаемый друг после травмирующего опыта. Ожидалось, что съёмки начнутся в 2008 году, но с тех пор они находятся в разработке. Хилл был сопродюсером фильма «Бруно» и написал несколько глав для Саши Барона Коэна, который «научил его, как стать лучшим писателем». Хилл совместно со сценаристом Майклом Бэколлом написал сценарий к фильму 2012 года «Мачо и ботан».
Хилл снял музыкальные клипы на песню Сары Бареллис «Gonna Get Over You» с её альбома «Kaleidoscope Heart» 2010 года, песню Дэнни Брауна «Ain’t it Funny» с его альбома «Atrocity Exhibition» 2016 года, песню Трэвиса Скотта «Wake Up» с его альбома «Astroworld» 2018 года и песню Vampire Weekend «Sunflower» из их альбома 2019 года «Father of the Bride».
Хилл написал сценарий и срежиссировал фильм 2018 года «Середина 90-х». Хилл снял (и появился в) документальный фильм Netflix «Стац: Инструменты успеха» 2022 года.

## Личная жизнь
В июле 2011 года Хилл появился на церемонии вручения премии ESPN ESPY Awards 2011, значительно похудев; позже он сказал, что сделал это, чтобы искать более серьёзные роли. Он объяснил, что проконсультировался с тренером и диетологом и изменил свой рацион питания, перейдя в основном на суши. Он также известен тем, что тренируется бразильскому джиу-джитсу и описал это как «humbling|усмирение». В октябре 2019 года он и Джанна Сантос были помолвлены; они расторгли помолвку в октябре 2020 года. Хилл говорит: 
"ТМ (трансцендентальная медитация)наряду с сёрфингом, я бы сказал, что эти две вещи изменили мой уровень счастья и мою способность справляться со стрессом, тревогой и депрессией… [они] действительно помогли".
В 2016 году Architectural Digest сообщил, что Хилл купил лофт с четырьмя спальнями в районе Нохо на Манхэттене в Нью-Йорке.

В октябре 2021 года Хилл попросил фанатов прекратить комментировать его внешность, заявив:
Я знаю, что вы имеете в виду как можно больше, но я убедительно прошу вас не комментировать мое тело, хорошее или плохое, я хочу вежливо сообщить вам, что это бесполезно и неприятно. Большое уважение.
В ноябре 2022 года он подал петицию о том, чтобы юридически исключить «Фельдштейн» из своего имени.

## Фильмография

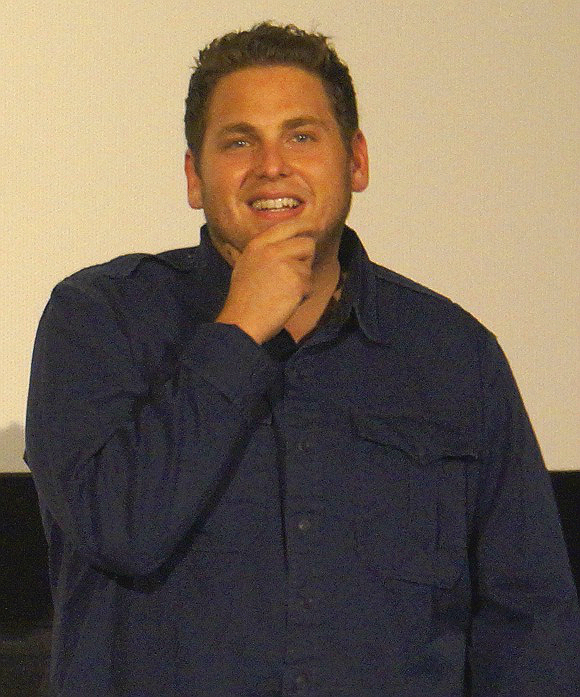
Хилл на показе фильма «Конец света 2013: Апокалипсис по-голливудски», июнь 2013 года

| Год  |    | Русское название                             | Оригинальное название                          | Роль               |
| ---- | -- | -------------------------------------------- | ---------------------------------------------- | ------------------ |
| 2004 | ф  | Взломщики сердец                             | I Heart Huckabees                              | Брет               |
| 2004 | с  | Полиция Нью-Йорка                            | NYPD Blue                                      | Дэниел             |
| 2005 | ф  | Сорокалетний девственник                     | 40 Year Old Virgin                             | клиент eBay        |
| 2006 | ф  | Мальчик на троих                             | Grandma's Boy                                  | Барри              |
| 2006 | ф  | Клик: с пультом по жизни                     | Click                                          | Бен в 17 лет       |
| 2006 | ф  | Нас приняли!                                 | Accepted                                       | Шерман             |
| 2006 | ф  | 10 шагов к успеху                            | 10 Items or Less                               | Паки               |
| 2007 | ф  | Гранит науки                                 | Rocket Science                                 | юный философ       |
| 2007 | ф  | Немножко беременна                           | Knocked Up                                     | Джона              |
| 2007 | с  | Хулиганы                                     | Human Giant                                    | клиент Weenie King |
| 2007 | с  | Кларк и Майкл                                | Clark and Michael                              | Дерек              |
| 2007 | ф  | Эван Всемогущий                              | Evan Almighty                                  | Юджин              |
| 2007 | с  | Дни Уэйна                                    | Wainy Days                                     | Нил                |
| 2007 | ф  | SuperПерцы                                   | Superbad                                       | Сет                |
| 2008 | ф  | Снежный человек                              | Strange Wilderness                             | Повар              |
| 2008 | мф | Хортон                                       | Horton Hears a Who!                            | Томми              |
| 2008 | ф  | В пролёте                                    | Forgetting Sarah Marshall                      | Метью              |
| 2008 | ф  | Просто добавь воды                           | Just Add Water                                 | Эдди               |
| 2009 | с  | Рино 911!                                    | Reno 911                                       | Дэниел             |
| 2009 | ф  | Ночь в музее 2                               | Night at the Museum: Battle of the Smithsonian | Брандон            |
| 2009 | ф  | Приколисты                                   | Funny People                                   | Лео                |
| 2009 | ф  | Изобретение лжи                              | The Invention of Lying                         | Фрэнк              |
| 2010 | ф  | Сайрус                                       | Cyrus                                          | Сайрус             |
| 2010 | мф | Как приручить дракона                        | How to Train Your Dragon                       | Сморкала           |
| 2010 | ф  | Побег из Вегаса                              | Get Him to the Greek                           | Аарон Грин         |
| 2010 | мф | Легенда о Костоломе                          | Legend of the Boneknapper Dragon               | Сморкала           |
| 2010 | мф | Мегамозг                                     | Megamind                                       | Хэл Стюарт / Титан |
| 2011 | ф  | Человек, который изменил всё                 | Moneyball                                      | Питер Бренд        |
| 2011 | с  | Аллен Грегори                                | Allen Gregory                                  | Аллен Грегори      |
| 2011 | мф | Драконы: Подарок Ночной Фурии                | Dragons: Gift of the Night Fury                | Сморкала           |
| 2011 | ф  | Нянь                                         | The Sitter                                     | Ноа Гриффит        |
| 2012 | ф  | Мачо и ботан                                 | 21 Jump Street                                 | Мортон Шмидт       |
| 2012 | ф  | Дружинники                                   | The Watch                                      | Франклин           |
| 2012 | ф  | Джанго освобождённый                         | Django Unchained                               | член банды         |
| 2013 | ф  | Конец света 2013: Апокалипсис по-голливудски | This is the End                                | в роли самого себя |
| 2013 | ф  | Волк с Уолл-стрит                            | The Wolf of Wall Street                        | Донни Азофф        |
| 2014 | мф | Лего. Фильм                                  | The Lego Movie                                 | Зелёный Фонарь     |
| 2014 | мф | Как приручить дракона 2                      | How to Train Your Dragon 2                     | Сморкала           |
| 2014 | ф  | Мачо и ботан 2                               | 22 Jump Street                                 | Мортон Шмидт       |
| 2015 | ф  | Правдивая история                            | True Story                                     | Майкл Финкель      |
| 2016 | ф  | Аве, Цезарь!                                 | Hail, Caesar!                                  | Джо Сильверман     |
| 2016 | мф | Полный расколбас                             | Sausage Party                                  | Карл (голос)       |
| 2016 | ф  | Парни со стволами                            | War Dogs                                       | Эфраим Дивероли    |
| 2018 | ф  | Не волнуйся, далеко он пешком не уйдёт       | Don't Worry, He Won't Get Far on Foot          | Донни              |
| 2018 | с  | Маньяк                                       | Maniac                                         | Оуэн Милгрим       |
| 2019 | мф | Как приручить дракона 3                      | How to Train Your Dragon 3                     | Сморкала           |
| 2019 | ф  | Пляжный бездельник                           | The Beach Bum                                  | Льюис              |
| 2019 | мф | Лего. Фильм 2                                | The Lego Movie 2: The Second Part              | Зелёный Фонарь     |
| 2020 | с  | Умерь свой энтузиазм                         | Curb Your Enthusiasm                           | он сам             |
| 2021 | ф  | Не смотрите наверх                           | Don’t Look Up                                  | Джейсон Орлин      |
| 2023 | ф  | Что за люди                                  | You People                                     | Эзра               |
| 2025 | ф  | Исход                                        | Outcome                                        | Айра Слитц         |